# 7334 Sciurus
A 7334 Sciurus (ideiglenes jelöléssel 1988 QV) a Naprendszer kisbolygóövében található aszteroida. Antonín Mrkos fedezte fel 1988. augusztus 17-én.